# تابیانو ترمه
تابیانو ترمه (به ایتالیایی: Tabiano Terme) یک منطقهٔ مسکونی در ایتالیا است که در سالسوماجوره ترمه واقع شده‌است. تابیانو ترمه ۱۶۶ متر بالاتر از سطح دریا واقع شده‌است.